# نوريكوم

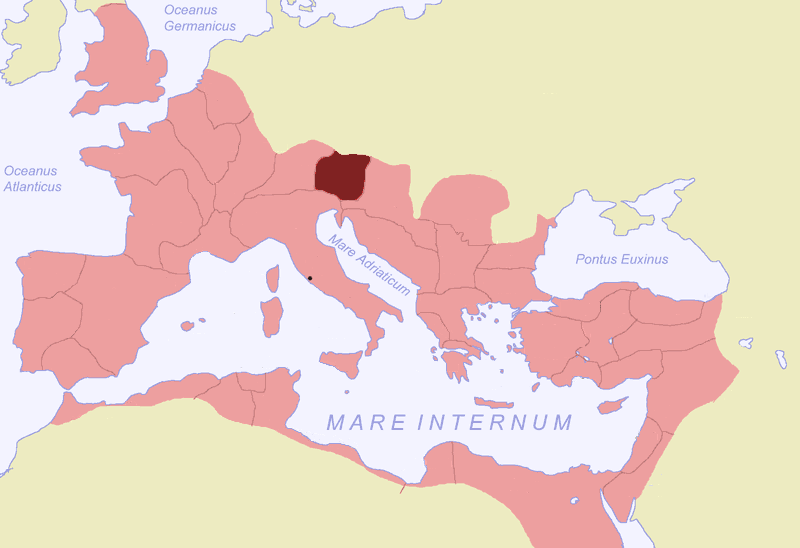
مقاطعة نوريكوم الرومانية موضحة

نوريكوم (/ˈnɒrɪkəm/) هو الاسم اللاتيني للمملكة الكلتية أو اتحاد القبائل التي شملت معظم النمسا الحديثة وجزء من سلوفينيا. في القرن الأول الميلادي، أصبحت مقاطعة في الإمبراطورية الرومانية. كانت حدودها هي نهر الدانوب إلى الشمال، رائيتيا وفيندليسيا (Vindelici) إلى الغرب، وبانونيا من الشرق والجنوب الشرقي، وإيطاليا (تريفينيتو (Triveneto)) إلى الجنوب. تأسست المملكة حوالي عام 400 ق.م، وكانت عاصمتها في المقر الملكي في فيرونوم (Virunum) على ماغدلينسبيرغ (Magdalensberg).

## روابط خارجية
- Noricum (in German)
- Noricum, its cities and traffic routes in the 2nd century